# 达妮埃拉·索萨
达妮埃拉·索萨（西班牙語：Daniela Souza，1999年8月27日—），墨西哥女子跆拳道运动员，2021年泛美跆拳道锦标赛女子49公斤级金牌得主、2022年泛美跆拳道锦标赛女子49公斤级金牌得主、2022年世界跆拳道锦标赛女子49公斤级金牌得主。